# Disneyland Resort
Disneyland Resort es un complejo turístico que alberga dos parques temáticos (Disneyland y Disney California Adventure), tres hoteles y un centro comercial. Está ubicado en la ciudad de Anaheim, cerca de Los Ángeles, en el estado de California. El recurso es dirigido y coordinado por The Walt Disney Company mediante su división Walt Disney Parks, Experiences and Products. Está compuesto por dos parques temáticos, tres hoteles y un área de compras, gastronomía y entretenimientos.

## Localización
Disneyland Resort, PO Box 3232 , Anaheim, Orange county California CA 92803 United States of America-Estados Unidos de América.

Planos y vistas de satélite.33°48′32.76″N 117°55′8.4″O / 33.8091000, -117.919000

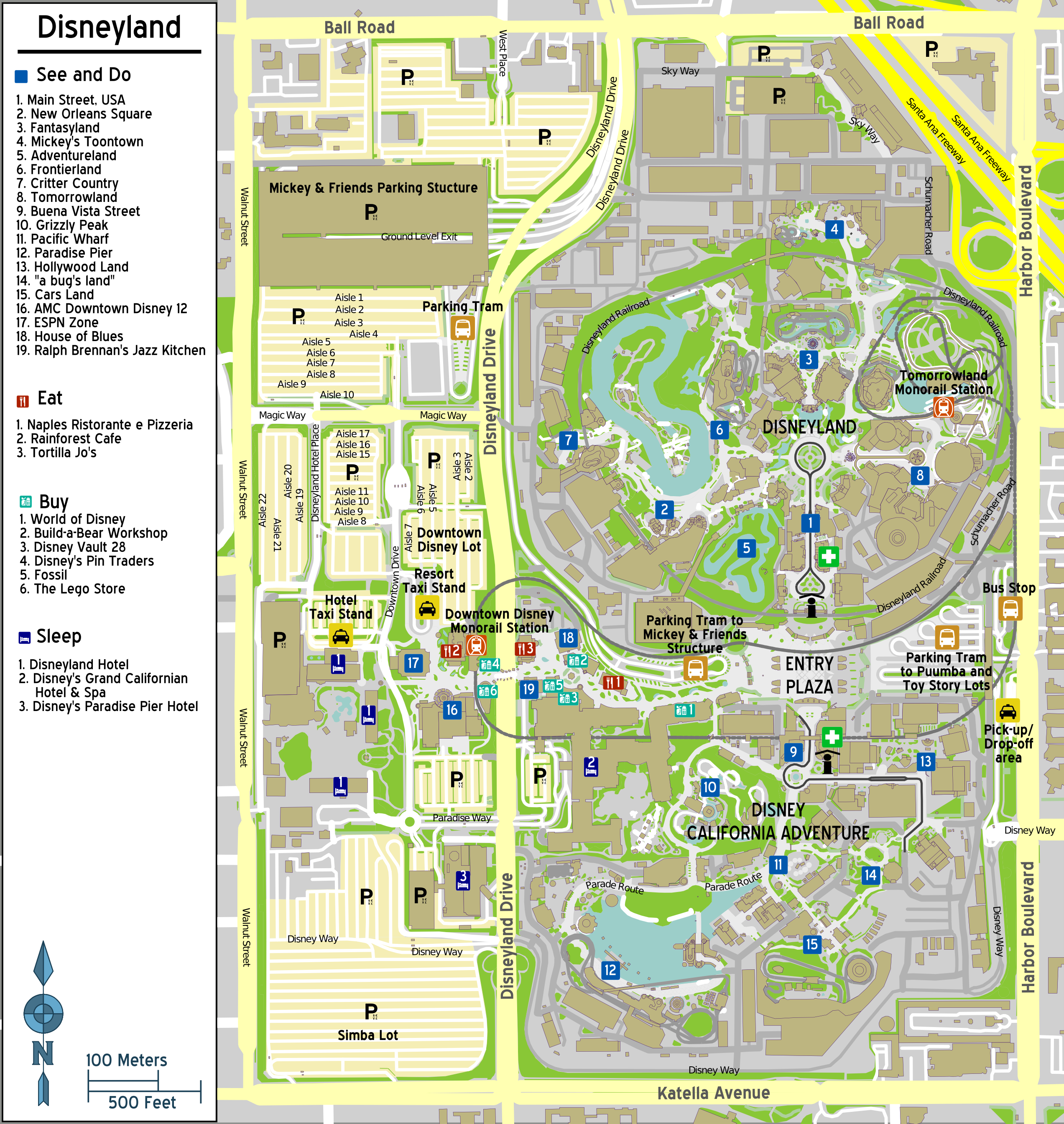
Plano de Disneyland Resort.

## Características

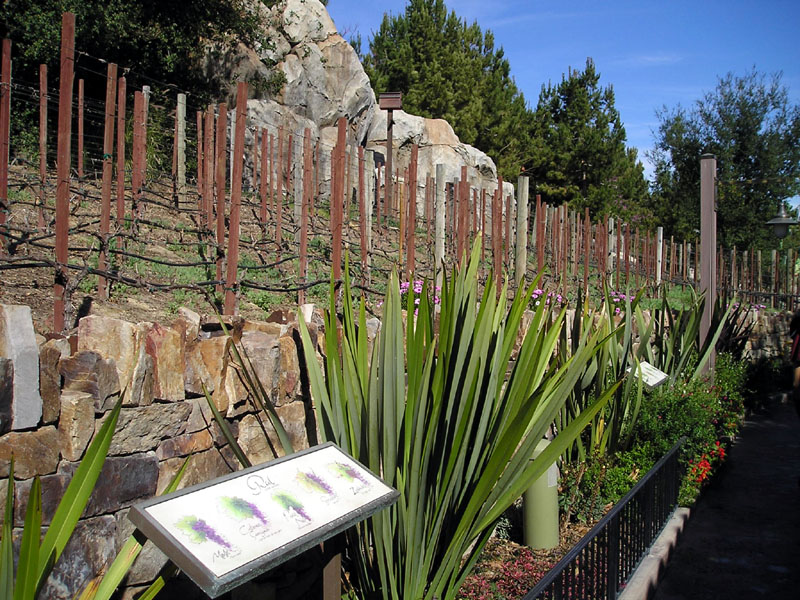
Área de Grizzly Peak en Disney California Adventure.

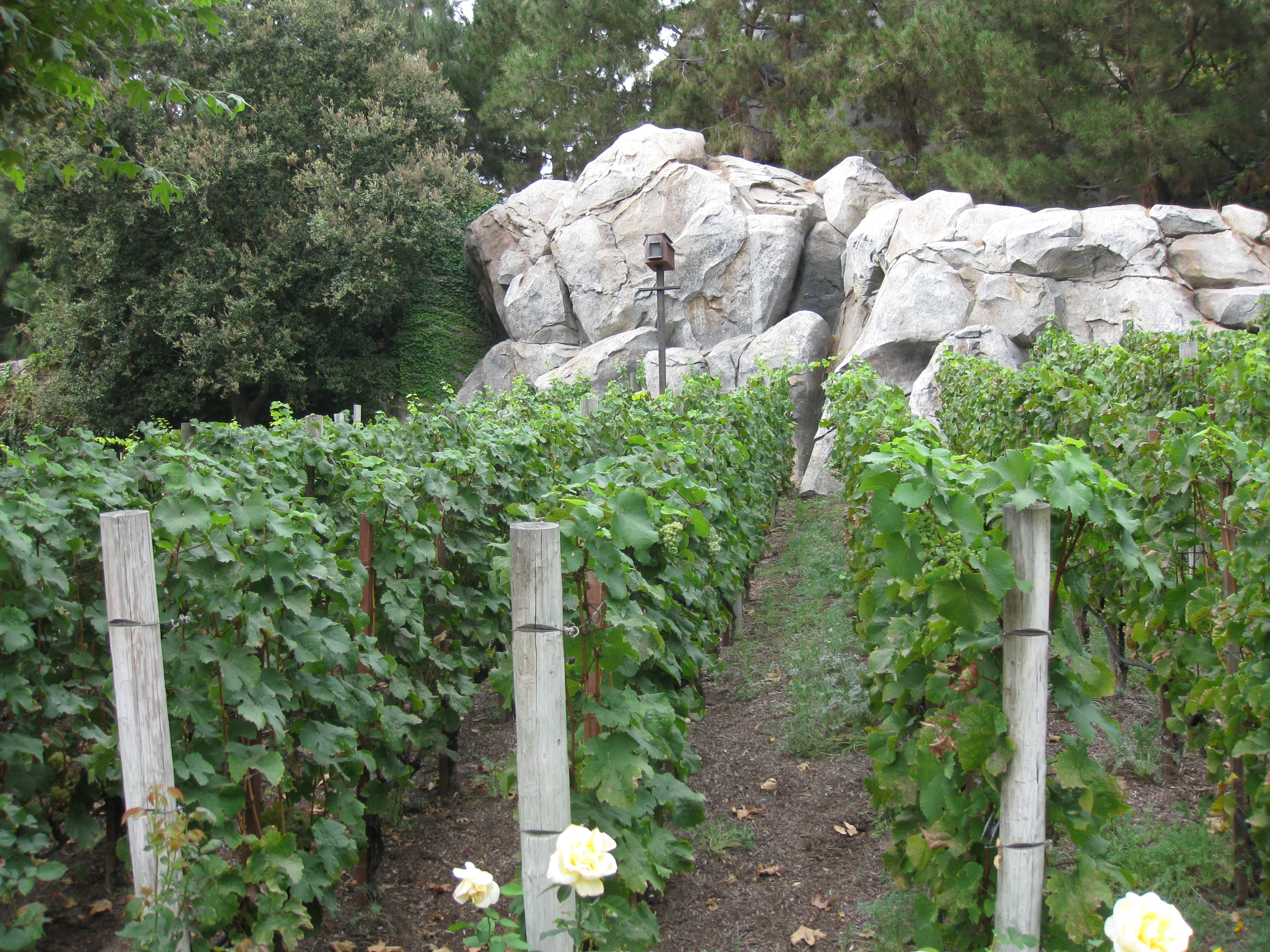
Viñedos en Disney California Adventure.

Las características principales de Disneyland Resort incluyen:
- Disneyland Park el parque temático original construido por Walt Disney abierto en 1955.
- Disney California Adventure, un parque temático que venera la historia y la cultura de California, que abrió sus puertas el 8 de febrero de 2001.

- Disneyland Hotel. Es el primer hotel que adoptó el término "Disney" en su nombre de manera oficial en todo el mundo. Aunque comenzó a operar desde 1955, fue adquirido por la Disney Company hasta 1988, después de que Walt Disney conviniera en un acuerdo comercial con el productor televisivo Jack Wrather, para construir y operar el hotel. Sin embargo, el acuerdo le otorgaba a Wrather la posibilidad de utilizar el término "Disneyland" en cualquiera de sus futuros hoteles construidos hasta el futuro año 2054, por lo que a su muerte en 1984, su compañía fue adquirida totalmente por la Disney Company, con el fin de poseer todos los derechos sobre el hotel, incluidos los del Queen Mary.
- Disney's Grand Californian Hotel & Spa. Fue abierto en el mismo momento del inicio de las expansiones al Disneyland Resort, siendo diseñado en base al estilo inspirador del estilo artesanal americano -originario de los movimientos artísticos británicos surgidos a principios del siglo XX -. Actualmente cuenta con alrededor de 750 habitaciones, mientras que para 2009 incluirá su propio Disney Club Vacation -el primero en la costa oeste americana -, y además aumentará su capacidad para albergar finalmente a 1,000 habitaciones, convirtiéndose en el tercero más grande dentro de la franquicia hotelera de la Disney Company.[2]
- Disney's Paradise Pier Hotel. Abierto inicialmente como Esmerald Hotel en 1984 -siendo posteriormente conocido como Pan Pacific Hotel -, fue adquirido por la Disney Company en 1995. En el 2000 fue remodelado, siendo renombrado con el nombre actual que posee, y conteniendo un total de 489 habitaciones.

- Downtown Disney, un centro comercial al aire libre de entretenimientos situado entre las entradas de los dos parques temáticos y Disneyland Hotel.

- Fue abierta en el 2001 como área abierta y gratuita de entretenimiento, compras y alimentos, tematizada bajo el concepto de lucir como un sendero en medio de un gran jardín.

Actualmente, el distrito cuenta con atractivos como los siguientes:
- Un cine AMC
- Restaurantes:

- Catal
- Compass Books and Café

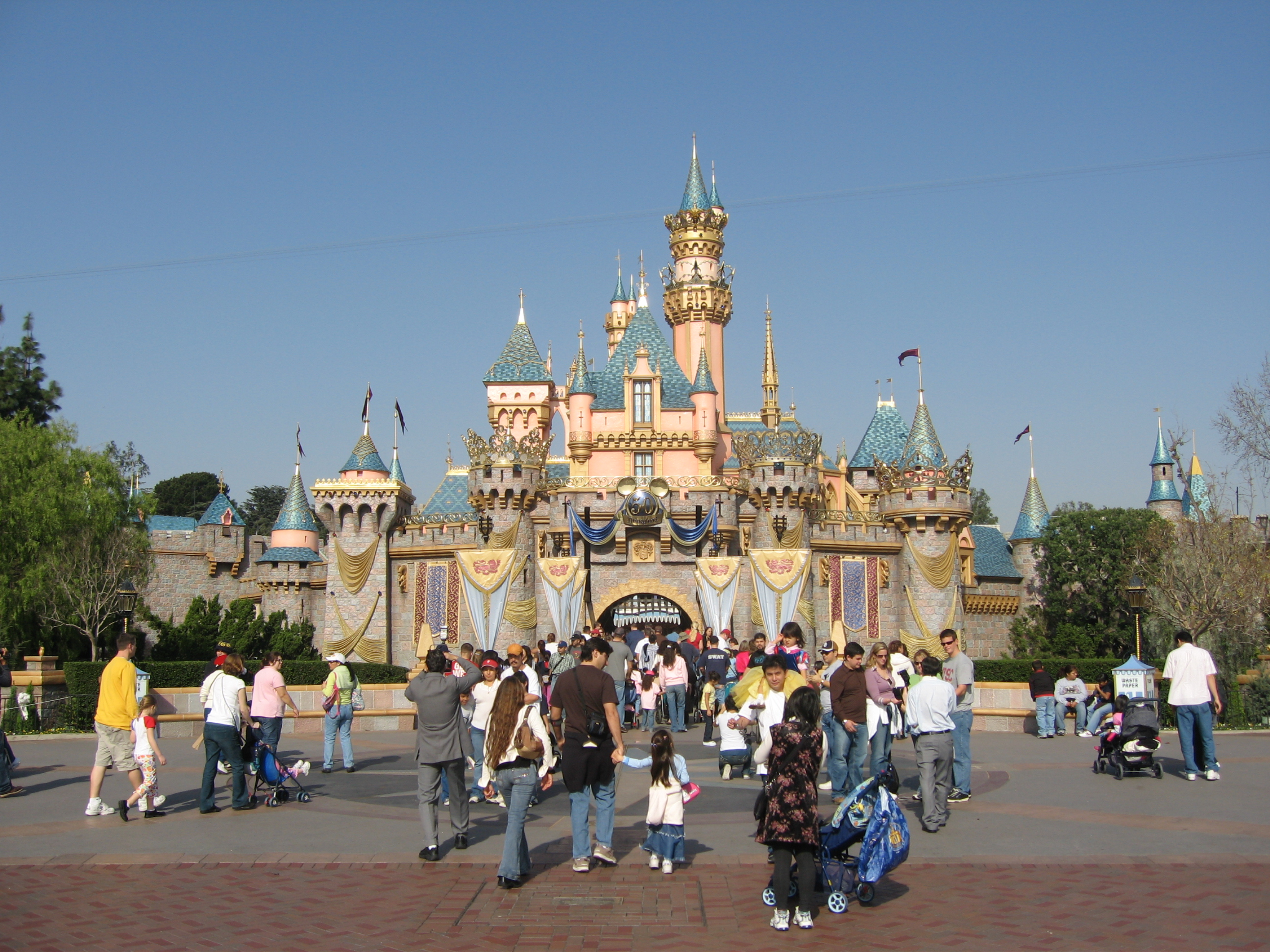
Castillo de la Bella Durmiente en Disneyland Park

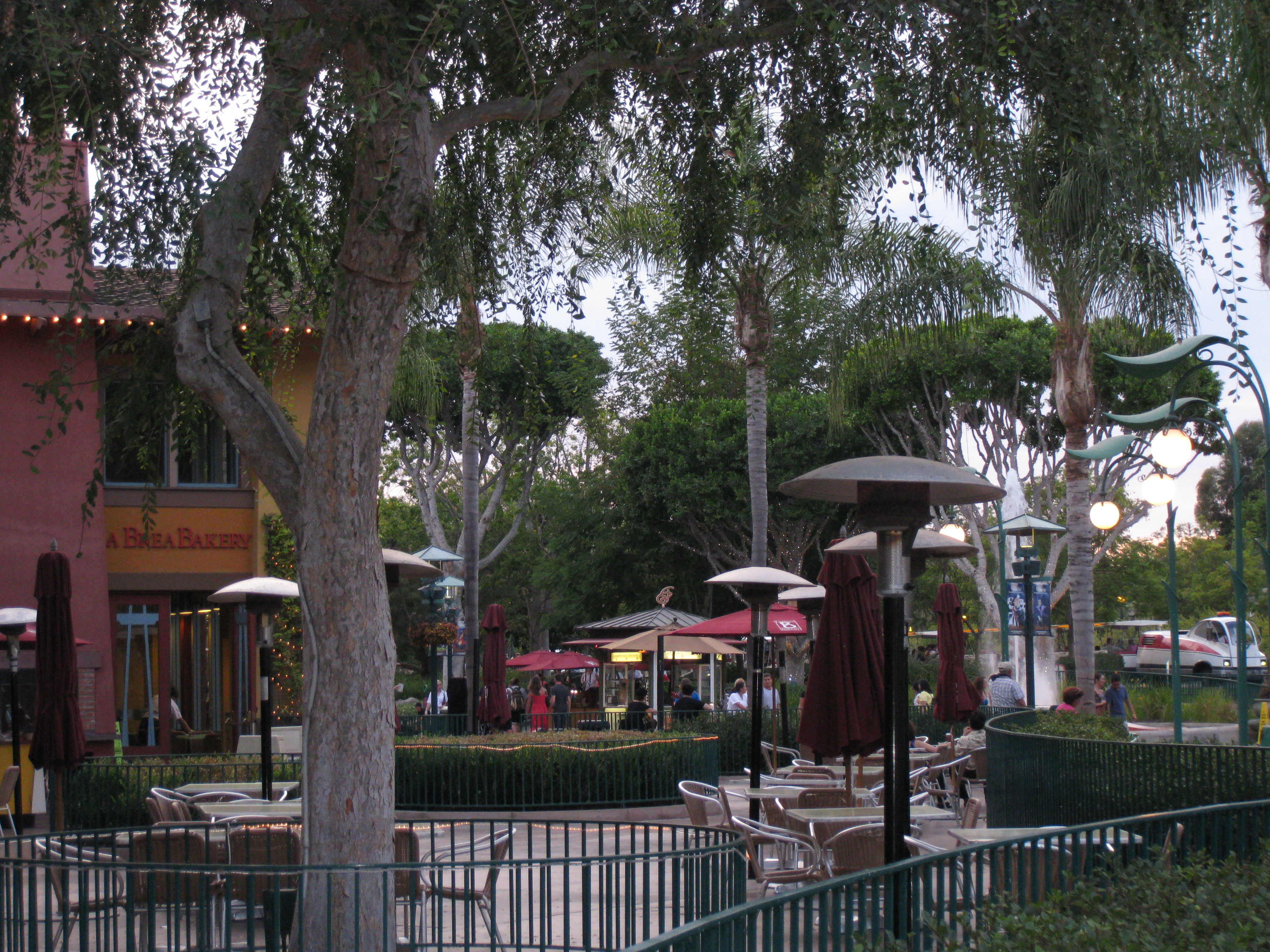
Zona Downtown Disney

- Häagen-Dazs. Puesto de helados y nieves.
- ESPN Zone. Tematizado bajo un concepto deportivo.
- House of Blues. También un club noturno de entretenimiento.
- La Brea Bakery Cafe.
- Rainforest Cafe. Tematizada bajo el concepto de una selva.
- Jamba Juice.
- Ralph Brennan's Jazz Kitchen.
- Tortilla Jo's.

- Puestos comerciales:

- Build-A-Bear Workshop.
- Club Libby Lu.
- Quiksilver. Prendas y vestimenta para practicar surf.
- The LEGO Imagination Center.
- World of Disney. Ofrecedora de mercancías bajo la marca "Disney".

- Walt Disney Travel Company, Incorporated. Ofreciendo reservaciones para los hoteles del resort.
- Bandas musicales en vivo

Las características importantes de administración y servicio (con excepción de las integradas al servicio del parque) incluyen:
- Disney Anaheim Crew, el edificio de administración del resort que también contiene su oficina de empleados.
- Disneyland Resort Center, un edificio de administración que funciona con los hoteles del resort y Disney Fairy Tale Weddings.
- Mickey & Friends Parking Structure, el área de estacionamiento principal para los huéspedes de Disney's California Adventure y Disneyland.

## Presidencia
El presidente actual de Disneyland Resort es Ken Potrock.

## Ubicación
Disneyland Resort está limitado por Harbor Boulevard al este, Katella Avenue al sur, Walnut Street al oeste y Ball Road al norte. El resort en total posee cinco fronteras, agregando la esquina noroeste. No toda la tierra limitada por estas calles pertenece al resort, particularmente cerca de la intersección del Harbor Boulevard y Katella Avenue. La dirección oficial del resort es Harbor Boulevard 1313. El "1313" es un tributo al ratón Mickey, pues la letra "M" es la decimotercera letra del alfabeto.

## El parque se transforma en resort
El parque de Disneyland se abrió el 17 de julio de 1955. Debido a los grandes presupuestos, Walt Disney no adquirió muchas áreas de las que rodeaban el parque, esto incluye el actual Disneyland Hotel (que fue adquirido por Jack Wrather). En años subsecuentes, la Walt Disney Company adquirió gradualmente las áreas al oeste del parque, todo el Hotel Esmeralda de Anaheim (ahora Disney's Paradise Pier Hotel), Disneyland Hotel, y al norte las actuales áreas comerciales del Disneyland Hotel. Áreas más pequeñas al este y al sudeste del parque fueron adquiridas también, y actualmente se utilizan para el estacionamiento.
A principios de los 90´, Disneyland anunció planes para construir WestCOT, un parque temático similar a Epcot en Florida, y lo ubicaría en gran parte sobre el actual estacionamiento. El plan fue cancelado varios años más tarde y la construcción de Disney's California Adventure comenzó en 1998, junto con una importante renovación del Disneyland Hotel, una re-tematización de Disney's Paradise Pier Hotel (entonces llamado Disneyland Pacific Hotel), y la construcción de Downtown, el Disney's Grand Californian Hotel, y Mickey & Friends Parking Structure, el complejo ampliado, fue inaugurado como resort en 2001.

## Visitantes
La ampliación del área comercial del parque, impulso a llevar a cabo una investigación económica sobre la actividad de los visitantes en 2006 en el parque, en esta participaron todos los directivos y la administración
- Disneyland Park, 14,7 millones de visitas (n.° 2 en todo el mundo).
- Disney's California Adventure, 5,6 millones de visitas (n.° 13)